# Safe (film, 1995)
Pour les articles homonymes, voir Safe.
Pour plus de détails, voir Fiche technique et Distribution.
Safe est un film américano-britannique réalisé par Todd Haynes et sorti en 1995.

## Synopsis
En 1987, Carol et son mari Greg habitent, avec leur jeune fils Rory, une luxueuse villa de la Vallée de San Fernando, une banlieue résidentielle de Los Angeles. Carol, femme au foyer consciencieuse et appliquée, a soudainement des problèmes respiratoires lorsqu’elle se retrouve au milieu de la circulation routière et devient sensible à toutes sortes de produits chimiques et matières synthétiques jusqu’à connaître de graves crises réactionnelles. Après des examens médicaux et des tests chez un allergologue, il semblerait qu’elle souffre d’un désordre immunologique (une hypersensibilité chimique) aussi appelé « Maladie du XXe siècle ». Sans amélioration, Carol s’intéresse alors à des thérapies New Age. Elle adhère à l’un de ces traitements et devient la patiente du centre spécialisé « non vicié » Wrenwood animé par Peter Dunning et situé dans une région désertique et isolée du Nouveau-Mexique. Elle noue des liens amicaux avec d’autres patients et sera la prochaine occupante de « l’igloo », un minuscule bungalow, une sorte de « bulle » montée à l’écart du centre. Lorsqu’elle s’y installe, munie de son masque respiratoire et de sa bouteille d’oxygène, Carol paraît trouver la sérénité dans la solitude et le silence : maintenant qu’elle est « elle » et « détoxiquée », en sûreté, elle s’aime…

## Fiche technique
- Titre original : Safe
- Réalisation : Todd Haynes
- Scénario : Todd Haynes
- Dialogues : Todd Haynes
- Décors : David J. Bomba, Clare Scarpulla
- Costumes : Nancy Steiner
- Photographie : Alex Nepomniaschy
- Son : Neil Danzinger, David Novack
- Montage : James Lyons
- Musique : Ed Tomney
- Production : Christine Vachon, Lauren Zalaznick
- Sociétés de production : American Playhouse (États-Unis), Killer Films (États-Unis), Chemical Films (Royaume-Uni), en association avec Good Machine (États-Unis), Arnold A. Semler, Kardana Films, Channel 4 Films (Royaume-Uni)
- Sociétés de distribution : Pyramide Films (France), Sony Pictures (États-Unis), The Sales Company (vente à l'étranger)
- Budget : ≈ 1,75 à 2 millions $ US[1]
- Pays d'origine :  États-Unis,  Royaume-Uni
- Langue originale : anglais
- Format : 35 mm — couleur par Foto Kem/Foto Tronics — 1.85:1 — son Dolby SR
- Genre : drame, film sur l'environnement
- Durée : 119 min
- Dates de sortie :
  - États-Unis : 23 juin 1995
  - France : 17 avril 1996
- (fr) Classifications CNC : tous publics, Art et Essai (visa d'exploitation no 9767 délivré le 12 avril 1996)

## Distribution
- Julianne Moore : Carol White
- Peter Friedman : Peter Dunning
- Xander Berkeley : Greg White
- Susan Norman : Linda
- Kate McGregor-Stewart : Claire
- Mary Carver (en) : Nell
- Steven Gilborn : le Dr Hubbard
- April Grace : Susan
- Peter Crombie : le Dr Reynolds
- James LeGros : Chris

## Tournage
- Période de prises de vue : 3 janvier au 13 février 1994[2].
- Extérieurs : Vallée de San Fernando, Los Angeles et Simi Valley (Californie).

## Distinctions

### Récompenses
- Boston Society of Film Critics Awards 1995 : prix de la meilleure photographie à Alex Nepomniaschy.
- Festival international du film de Seattle 1995 : prix du film indépendant américain à Todd Haynes.
- New York Film Critics Circle 1995 : 
  - Prix du meilleur film (3e place),
  - Prix de la meilleure actrice (3e place) à Julianne Moore,
  - Prix du meilleur réalisateur (3e place) à Todd Haynes.
- Festival international du film de Rotterdam 1996 : prix FIPRESCI (avec mention spéciale) à Todd Haynes.
- National Society of Film Critics 1996 :
  - Prix du meilleur film à Todd Haynes,
  - Prix du meilleur réalisateur (2e place) à Todd Haynes,
  - Prix du meilleur scénario (3e place) à Todd Haynes.

### Nominations
- Festival international du film de Catalogne 1995 :  Todd Haynes nommé pour le prix du meilleur film.
- Chlotrudis Awards 1996 : Julianne Moore nommée pour le prix de la meilleure actrice.
- Film Independent's Spirit Awards 1996 :
  - Les productrices Christine Vachon et Lauren Zalaznick nommées pour le prix du meilleur film de long métrage,
  - Todd Haynes nommé pour le prix du meilleur réalisateur,
  - Julianne Moore nommée pour le prix de la meilleure actrice,
  - Todd Haynes nommé pour le prix du meilleur scénario.

### Sélection
- Quinzaine des réalisateurs 1995 : présentation du 17 au 28 mai (Cannes)[2],[3].